# 금산초등학교 (전북)
금산초등학교는 대한민국 전북특별자치도 김제시에 있는 공립 초등학교이다.

## 학교 연혁
- 1944. 11.1 원평소학교 금산분교 인가
- 1947. 6 .10 금산국민학교로 승격
- 1984. 3 .1 금산국민학교 병설유치원 개원
- 1996. 3 .1 금산초등학교로 개명
- 2013. 3 .1 제28대 이 승 교장 부임
- 2014. 2 .14 제64회 졸업식(총 2,647명 졸업)
- 2014. 3 .1 초등학교 3학급, 병설유치원 1학급 편성

## 참고 자료
- 금산초등학교 - 한국교육학술정보원 학교알리미